# 4903 Ichikawa
4903 Ichikawa è un asteroide della fascia principale del diametro medio di circa 18 km. Scoperto nel 1989, presenta un'orbita caratterizzata da un semiasse maggiore pari a 3,1542012 UA e da un'eccentricità di 0,1762213, inclinata di 2,54212° rispetto all'eclittica.